# Liga Epirota

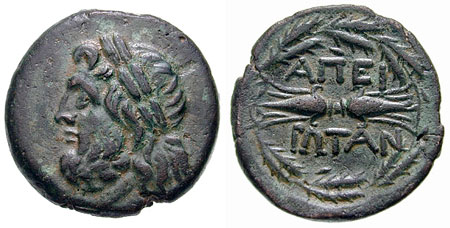
Moneda de la Liga de Epirota, que representa a Zeus (izquierda) y la palabra "ΑΠΕΙΡΩΤΑΝ" - Epirotas (derecha).

La Liga Epirota (Epirota: Κοινὸν Ἀπειρωτᾶν, Koinòn Āpeirōtân; Ático: en griego antiguo: Κοινὸν Ἠπειρωτῶν, romanizado: Koinòn Ēpeirōtôn) fue una antigua coalición griega, o koinón  de tribus epirotas.

## Historia

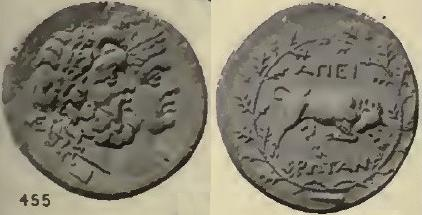
Representación de Dione y Zeus (izquierda) y un toro (derecha).

La coalición se estableció entre los años 370 y 320 a. C. (primero como Liga Molosia en el 370 a. C.), que ayudó a unificar a las tres tribus principales de Epiro (es decir, molosos, tesprotos y caones). El oráculo de Dodona fue el centro religioso, político y cultural de la Liga Molosia y, más tarde, de la Liga Epirota. Pirro de Epiro se convirtió en líder de la Liga en 297 a. C.  Cuando el rey Agatocles de Siracusa conquistó Córcira, ofreció la isla como dote a su hija Lanassa en su matrimonio con Pirro de Epiro en 295 a. C. La isla se convirtió entonces en miembro de la Liga de Epirote. Quizás fue entonces cuando se fundó el asentamiento de Casopa para servir de base a las expediciones del rey de Epiro. La isla permaneció en la Liga Epirota hasta el año 255 a. C., cuando se independizó tras la muerte de Alejandro II de Epiro. La liga fue derrotada por los ilirios durante la batalla de Fénice, lo que la obligó a aliarse con Teuta para evitar nuevos ataques. Esta alianza enemistó a los epirotas con los aqueos y los etolios, pero presumiblemente terminó tras la derrota iliria en la primera guerra iliria.
Aunque la Liga Epirota permaneció neutral en las dos primeras guerras macedónicas, fue finalmente desmantelada en la tercera guerra macedónica (171-168 a. C.), con los molosos del lado de los macedonios y los caones y tesprotos apoyando a la República romana.

## Decretos de la Liga
Las copias de los decretos (proxenía y ciudadanía, actas de manumisión) de la Liga Molosia y Epirota se establecieron en Dodona. Todos los miembros tenían ciudadanía común. En cuanto al dialecto de la Liga Epirota, no era dórico corintio y ni siquiera el alfabeto era corintio; probablemente era dórico noroccidental, como parecen indicar algunas investigaciones registradas en Dodona. Los primeros testimonios epigráficos de la Liga Molosia se remontan al año 370 a. C. bajo el rey (o basileos) Neoptólemo.